# Guettarda roigiana
Guettarda roigiana là một loài thực vật có hoa trong họ Thiến thảo. Loài này được Borhidi & O.Muñiz mô tả khoa học đầu tiên năm 1971.